# Аудиторский отчёт
Аудиторское заключение — документ, адресованный руководителям и/или собственникам экономического субъекта, а также другим пользователям отчётности, составляемый аудитором (аудиторской фирмой) по результатам аудиторской проверки, который содержит заключение относительно достоверности информации приводимой в финансовой отчётности.

## Форма аудиторского заключения в России
| Пример реального аудиторского заключения ОАО «Газпром», выданного аудиторской компанией ПрайсвотерхаусКуперс Аудит за 2010 год. |
| --- |
| Отчёт независимого аудитора Акционерам и Совету директоров открытого акционерного общества «Газпром» Мы провели аудит прилагаемой консолидированной финансовой отчётности ОАО «Газпром» и его дочерних обществ (далее - Группа), которая включает консолидированные бухгалтерский баланс по состоянию на 31 декабря 2010 г., консолидированный отчёт о совокупном доходе, консолидированный отчёт о движении денежных средств и консолидированный отчёт об изменениях в капитале за год, закончившийся на указанную дату, а также существенные положения учётной политики и прочие примечания к финансовой отчётности. Ответственность руководства за составление консолидированной финансовой отчётности Руководство Группы несёт ответственность за составление и объективное представление данной консолидированной финансовой отчётности в соответствии с Международными стандартами финансовой отчётности и за систему внутреннего контроля, необходимую для составления консолидированной финансовой отчётности, не содержащей существенных искажений вследствие недобросовестных действий или ошибок. Ответственность аудитора Наша обязанность заключается в том, чтобы выразить мнение о представленной консолидированной финансовой отчётности на основе проведенного нами аудита. Мы проводили аудит в соответствии с Международными стандартами аудита. Согласно этим стандартам мы должны следовать этическим нормам и планировать и проводить аудит таким образом, чтобы получить достаточную уверенность в том, что консолидированная финансовая отчётность не содержит существенных искажений. Аудит предусматривает проведение процедур, целью которых является получение аудиторских доказательств в отношении числовых данных и информации, содержащихся в финансовой отчётности. Выбор процедур основывается на профессиональном суждении аудитора, включая оценку рисков существенного искажения финансовой отчётности вследствие недобросовестных действий или ошибок. В процессе оценки вышеупомянутых рисков аудитор рассматривает систему внутреннего контроля, связанную с составлением и объективным представлением консолидированной финансовой отчётности компании с тем, чтобы разработать аудиторские процедуры, необходимые в данных обстоятельствах, но не с целью выражения мнения об эффективности системы внутреннего контроля компании. Кроме того, аудит включает оценку уместности используемой учётной политики и обоснованности бухгалтерских оценок, сделанных руководством, а также оценку представления консолидированной финансовой отчётности в целом. Мы полагаем, что полученные нами аудиторские доказательства являются достаточными и надлежащими и дают нам основания для выражения мнения аудитора. Мнение аудитора По нашему мнению, прилагаемая консолидированная финансовая отчётность во всех существенных аспектах объективно отражает финансовое положение Группы по состоянию на 31 декабря 2010 г., а также её финансовые результаты и движение денежных средств за год, закончившийся на указанную дату, в соответствии с Международными стандартами финансовой отчётности. Не делая оговорок к выраженному выше мнению, обращаем внимание на Примечания 24 и 41 к консолидированной финансовой отчётности. Правительству Российской Федерации принадлежит контрольный пакет акций ОАО «Газпром», и государственная экономическая и социальная политика оказывает влияние на финансовое положение, результаты деятельности и движение денежных средств Группы. 28 апреля 2011 г. Москва, Российская Федерация Закрытое акционерное общество «ПрайсвотерхаусКуперс Аудит» |

Стандартное аудиторское заключение состоит из трёх частей:
1. В вводной части сообщается об общей ответственности аудиторов и директоров, а также предоставляется информация о том, какие разделы финансовых отчётов прошли проверку.
2. Во второй части описывается, каким образом проводилась аудиторская проверка и какие области компании в ней участвовали.
3. В третьей части аудиторская фирма делает свои заключения и высказывает своё мнение о состоянии финансовых отчётов компании[5].

## Виды аудиторских выводов в аудиторском заключении[источникне указан 965 дней]
Вывод может быть:
- безусловно положительным (без оговорок);
- условно положительным (с оговорками), составляется в случае, если аудитор считает, что безусловное заключение не может быть составлено, но препятствующие этому факторы не являются настолько существенными, чтобы составить отрицательное заключение аудитора или отказаться от его составления.;
- отрицательным, составляется в том случае, если аудитор считает, что бухгалтерская отчётность аудируемого лица содержит существенные искажения и может ввести в заблуждение пользователя бухгалтерской отчётности, и были найдены существенные отклонения предусмотренных нормативными актами норм и правил;
- аудитор отказывается от дачи заключения об отчётности и оформляет своё заключение в другой форме. Отказ от составления заключения составляется тогда, когда аудитор не в состоянии получить аудиторские доказательства, достаточные для подготовки заключения, а также в том случае, если в ходе аудита возникли обстоятельства, нарушающие принцип независимости аудитора

### Безусловно положительный вывод (без оговорок)
Безусловно положительное заключение составляется в тех случаях, когда, по мнению аудитора, выполнены следующие условия:
- аудитору предоставлено достаточное количество информации и пояснений для достижения целей аудита и отображения реального состояния предприятия;
- финансовая документация составлена на основе принятой системы бухгалтерского учёта, а сама система удовлетворяет существующим законодательным и нормативным требованиям;
- отчётность составлена на основе достоверных отчётных данных и не является противоречивой;
- отчётность составлена надлежащим образом.

Аудитор не может выдать безусловно положительное заключение в случае:
- неуверенности: когда он не может сформулировать своё мнение из-за недостаточного количества проведённых аудиторских процедур;
- несогласия: если сформулированное суждение аудитора противоречит данным проверенной финансовой информации.

Причины несогласия:
- неприемлемость системы или способов учёта;
- различие в суждении о соответствии фактов или сумм финансовой отчётности данным учёта;
- несогласие относительно степени и способа отображения фактов в учёте и отчётности;
- несоответствие проведения или оформления операций нормам законодательства и другим требованиям[6].